# Francesco Castellacci
Francesco Castellacci, né le 4 avril 1987 à Rome, est un pilote automobile italien qui a participé notamment aux 24 Heures du Mans, au championnat du monde d'endurance FIA et au championnat du monde FIA GT1.

## Biographie
Francesco Castellacci parvient en sport automobile par l’intermédiaire de la Formule Abarth (en) en 2005 et poursuit l'année suivante.
En 2007, il rejoint le championnat de Grande-Bretagne de Formule 3 et participe aussi aux Masters de Formule 3. L'année qui suit le voit rejoindre le championnat d'Italie de Formule 3 où il poursuit son engagement en 2009 (et participe de nouveau aux Masters) et en 2010. C'est durant cette même année qu'il effectue des piges en Porsche Supercup, Porsche Carrera Cup Allemagne et en championnat italien GT. 
En 2011, il rejoint le championnat d'Europe FIA GT3, remporte la seule victoire de sa carrière et est sacré champion en compagnie de son compatriote Federico Leo. 
Ce résultat le propulse dans le championnat du monde FIA GT1 2012 où il finit quatorzième.
L'année suivante, il file vers le Blancpain Endurance Series et l'International GT Open. Il participe ainsi pour la première fois aux 24 Heures de Spa. Il conserve le même programme l'année suivante tout en participant à l'European Le Mans Series
Par la suite, il participe à temps plein au championnat du monde d'endurance FIA 2015 et participe pour la seule et unique fois de sa carrière aux 24 Heures du Mans où il abandonne après 187 tours.
N'étant pas conservé pour 2016, il rejoint les 24H Series ainsi que la Michelin Le Mans Cup 2016 où il finit à la septième place au général.
Il est pressenti pour revenir dans le championnat du monde d'endurance FIA pour la saison 2017.

## Palmarès
- Championnat d'Europe FIA GT3 2011 : Champion.

## Résultats en compétition automobile

### Résultats aux 24 Heures du Mans
| Année | Équipe              | Équipiers                         | Voiture                  | Classe | Tours | Pos. | Class Pos. |
| ----- | ------------------- | --------------------------------- | ------------------------ | ------ | ----- | ---- | ---------- |
| 2015  | Aston Martin Racing | Roald Goethe Stuart Hall          | Aston Martin Vantage GTE | GTE Am | 187   | Abd  | Abd        |
| 2017  | Spirit of Race      | Thomas Flohr Olivier Beretta      | Ferrari 488 GTE          | GTE Am | 326   | 41e  | 12e        |
| 2018  | Spirit of Race      | Thomas Flohr Giancarlo Fisichella | Ferrari 488 GTE          | GTE Am | 335   | 26e  | 2d         |
| 2019  | Spirit of Race      | Thomas Flohr Giancarlo Fisichella | Ferrari 488 GTE          | GTE Am | 327   | 43e  | 12e        |

### Résultats en Championnat du monde d'endurance FIA
| Année | Équipe              | Classe   | Voiture                  | Moteur                | 1     | 2     | 3       | 4     | 5     | 6     | 7     | 8     | Rang | Points |
| ----- | ------------------- | -------- | ------------------------ | --------------------- | ----- | ----- | ------- | ----- | ----- | ----- | ----- | ----- | ---- | ------ |
| 2015  | Aston Martin Racing | LMGTE Am | Aston Martin Vantage GTE | Aston Martin 4,5 L V8 | SIL 4 | SPA 6 | LMS Ret | NÜR 7 | CdA 6 | FUJ 7 | SHA 6 | BHR 7 | 9e   | 54     |